# Giovanni II Participazio
Giovanni II Participazio (eller Particiaco) var den femtonde historiska dogen av Venedig och han tog över efter sin far Orso då denne dog 881. 
Giovannis regeringstid präglades mestadels av en konflikt med påven. Giovanni var mån om att stärka och bibehålla sin släkts makt och försökte erövra Comacchio åt sin bror Bedoaro. Comacchio tillhörde påven, och därmed var konflikten ett faktum. Efter att Bedoaro dött i fångenskap hos Comacchioborna ödelade Giovannis soldater staden. Efter mycket om och men, och framförallt efter att Giovanni skrivit under ett avtal med den mäktige tysk-romerske kejsaren Karl den tjocke blev det slutligen fred mellan dogen och påven. 
Giovanni utsåg sin bror Orso till efterträdare, men folket i Venedig valde istället Pietro Candiano till ny doge.